# Sitio arqueológico Finca 6
El Sitio arqueológico Finca 6 o Sitio Museo Finca 6,  denominado de esa forma por su ubicación geográfica, es un sitio arqueológico de la cultura del Diquís situado en Palmar Sur, en el cantón de Osa, al sur de Costa Rica, en el sector denominado como el Delta del Diquís y en el extremo sur de la provincia de Puntarenas. 
El Delta del Diquís se define como la llanura aluvial con límites geográficos en la Fila Grisera al norte y el este, el océano Pacífico al oeste y las montañas de Osa en la frontera sur. 
Las excavaciones arqueológicas en Palmar Sur contienen una serie de hallazgos que se han centrado en un lugar conocido como "Finca 6", que se remontan al periodo de Aguas Buenas (300-800 DC) y período Chiriquí (800-1550 DC.).

## Ubicación geográfica
En el yacimiento fue creado un museo al aire libre, abierto al público el 7 de diciembre de 2013, cuyo tema principal son las esferas de granito precolombinas, originarias del Valle del Diquís, en la llanura aluvial comprendida entre el río Térraba y el río Sierpe.
Con una extensión aproximada de 10 hectáreas, se ubica a unos 4 kim al suroeste del poblado de Palmar Sur, en un sector rural conocido como Finca 6 y a una altitud de 10 m s. n. m. Sus coordenadas geográficas son 08°54′N 83°28′O / 8.900, -83.467- El terreno era originalmente propiedad de la United Fruit Company (UFCO) y su nombre se deriva de la división y nombres utilizados por dicha compañía para las tierras que dedicaba a la  producción de banano en esa región. Con el retiro de la UFCO de la zona, la finca se dedicó al cultivo de la palma africana.

## Clima
Esta área posee un clima cálido y generalmente húmedo, con temperaturas altas y uniformes. 
Se caracteriza por presentar dos temporadas climáticas: húmeda y seca. La estación seca se extiende desde diciembre a marzo y la estación húmeda, que comprende los meses restantes.

## Descripción del sitio
En el lugar se localiza un campo de esferas, que cuenta con dos alineamientos "in situ”, cada uno de ellos conformado por tres esferas de piedra.
Además en el centro de visitantes se desarrolla la exhibición “Dív Crív: cacicazgos en el Delta del Diquís”, un preámbulo para que el visitante obtenga una idea de lo que encontrará en el sitio. 
Finca 6 fue un sitio multifuncional; no era solo una población, también contenía un cementerio y tenía escultura y arquitectura monumental. La arquitectura monumental en el sitio consta de dos montículos que se construyen con muros de contención hechos con piedra de río redondas y relleno de tierra. 
Dado que muchas de las esferas de piedra de la región fueron retiradas de sus ubicaciones originales y sirven como decoración en otros lugares del país, el sitio se ha convertido en una especie de almacén de información para las esferas que han sido devueltas al Museo Nacional.

## Antecedentes históricos

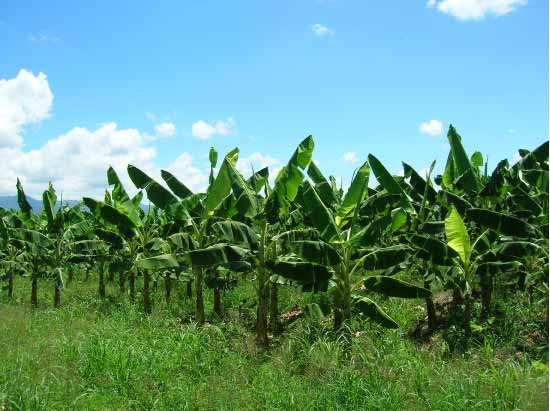
Paisaje actual de Palmar Sur, Costa Rica

Antes de la llegada de la Compañía Bananera de Costa Rica, subsidiaria de la United Fruit Company (UFCO) y las plantaciones de banano en la década de 1930, la vegetación en esta área ofrecía una gran cantidad de diversidad biológica en recursos vegetales y animales. Recursos disponibles para los habitantes prehispánicos en esta llanura aluvial consistía en recursos del río y el océano, incluyendo manglares, ubicados en los ríos de Sierpe y Térraba.
Los ricos suelos aluviales de esta región facilitaron la agricultura histórica desde 1930. La UFCO había dominado esta región meridional con plantaciones de banano desde 1920 en Parrita y Quepos. La UFCO entró en Palmar Sur en la década de 1930 bajo el nombre de Compañía Bananera de Costa Rica en un esfuerzo por evitar la legislatura antimonopolio. Hoy en día el paisaje es todavía de campos agrícolas, que son propiedad de cooperativas y constan de plátano, banano y las plantaciones de palma africana.

## Primeros investigadores en la región
La investigación científica en la llanura aluvial, particularmente en las propiedades de la UFCO comenzó en la década de 1940 con el trabajo de Doris Stone y Samuel Lothrop. El trabajo de Lothrop se centró en la excavación en un puñado de sitios, uno de ellos en la Granja 4. Su obra destinada a documentar todos los sitios arqueológicos conteniendo esferas de piedras "in situ" y la cantidad, dimensiones y realizó mapas detallados que ilustrando su disposición y alineamiento.
Después de la investigación de Lothrop y Stone, la investigación del sitio tomó una pausa durante casi cincuenta años. En la década de 1990, Claude Baudez y un equipo de investigadores decidieron establecer una cronología de cerámica de la región observando el cambio en los estilos de cerámicos con el tiempo. Esto se logró mediante la investigación de las zanjas de drenaje que hechas por la UFCO. Investigaciones llevadas a cabo por Ifigenia Quintanilla, bajo la dirección de la MNCR de 1991 a 1996 fue hecha en la región bajo el proyecto titulado "Hombre y medio ambiente en Sierpe-Terraba" centrándose en los patrones de asentamiento, secuencias de trabajo y los recursos utilizados en la región.

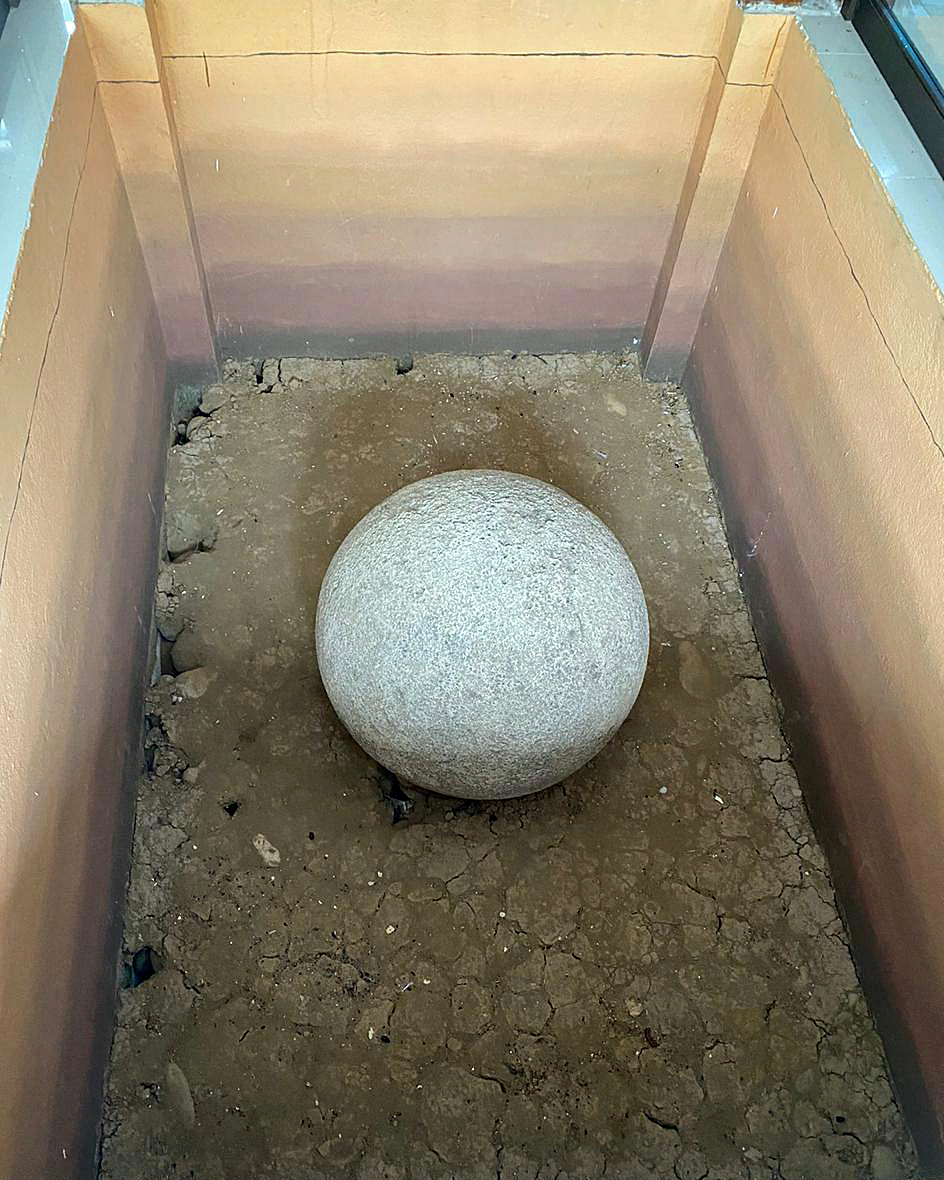
Esfera de piedra del Diquís exhibida en el museo del Sitio Finca 6

Francisco Corrales y Adrian Badilla, arqueólogos del Museo Nacional de Costa Rica, han realizado investigaciones continuas en la región desde el año 2002. Su investigación comenzó en 2002 y se centró en cuatro sitios arqueológicos de la región que contiene esferas de piedras y que constituyen un "circuito". Estos sitios incluyen Grijalba, Batambal, El Silencio y "Finca 6". El objetivo del proyecto era evaluar el significado cultural de los sitios, proteger el patrimonio cultural, además de iniciar investigaciones y estudios en los sitios. Corrales y Badilla produjeron un folleto titulado “El Paisaje Cultural del Delta del Diquís” que proporciona una rápida visión general sobre la historia del Delta del Diquís, la historia de las plantaciones de banano y la UFCO, el medio ambiente natural, sitios arqueológicos en la región y la importancia de la región de Diquís como un patrimonio de la humanidad de la UNESCO. Investigación ha continuado en la región por Corrales y Badilla, centrándose en la arqueología y la estructura política prehispánica en el Delta del Diquís. Énfasis de la investigación estaba en jefaturas y sus indicadores arqueológicos asociados. Sus objetivos eran estudiar los sitios arqueológicos que contiene esferas de piedras en la subregión Diquís para obtener una comprensión de la configuración de la Comunidad, las áreas de actividad, las secuencias de la ocupación y registrar la arquitectura monumental.

## Investigación actual

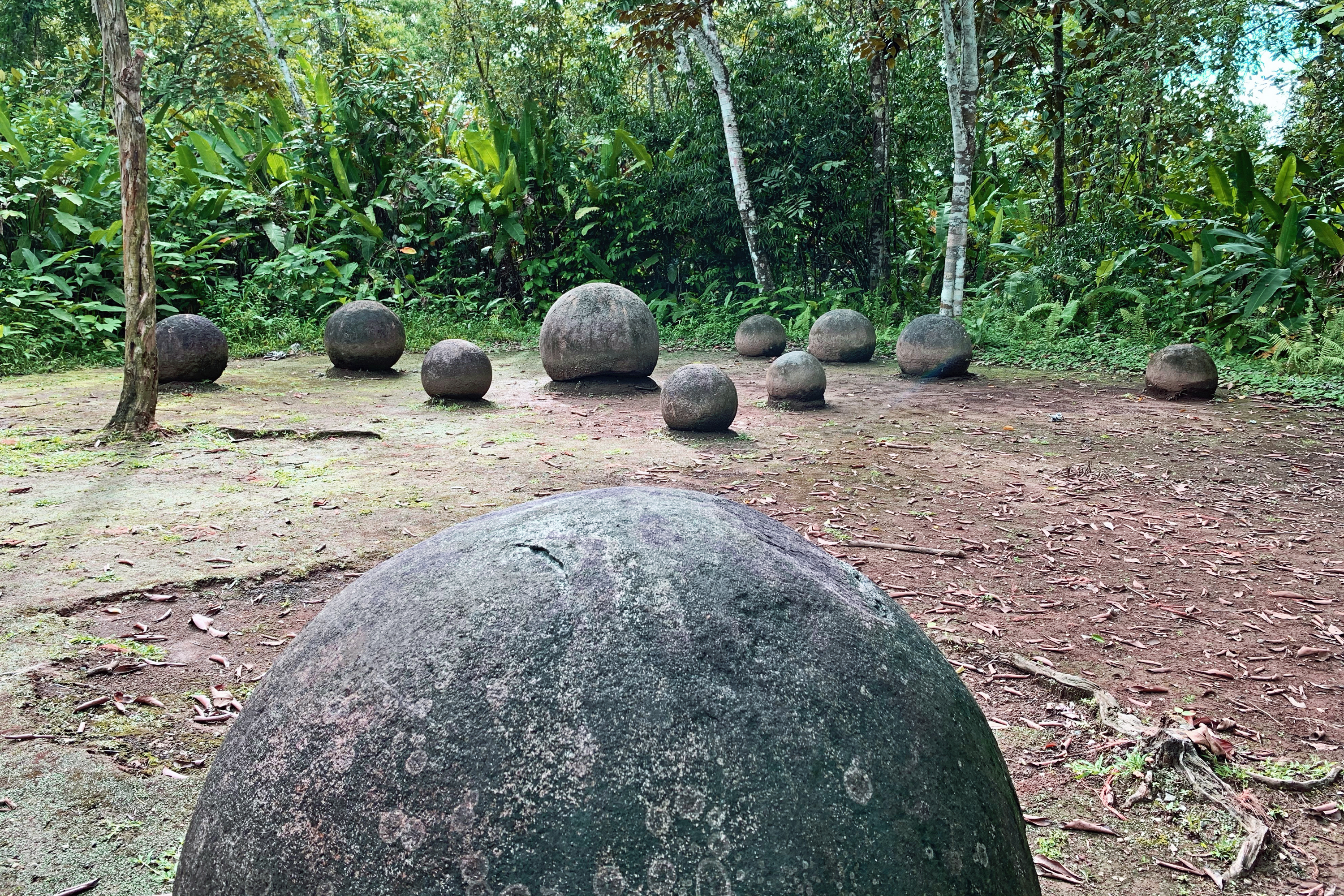
Esferas de piedra del Diquís in situ, Sitio Arqueológico Finca 6

Actualmente hay investigación en curso en el sitio "Finca 6" bajo la dirección de arqueólogos del Museo Nacional de Costa Rica. En 2005, fue la primera temporada de campo en que se llevaron a cabo excavaciones arqueológicas. Objetivos durante esta temporada de campo incluyeron la definición del área en la que se encontraban dos montículos, alineación de esferas y varias excavaciones asociadas con el montículo 2. En 2007, como la segunda temporada de campo se llevó a cabo centrándose en las excavaciones arqueológicas del montículo 1. Durante esta temporada de campo, se descubrió una esfera de piedra "in situ" asociada con el montículo.

## Turismo

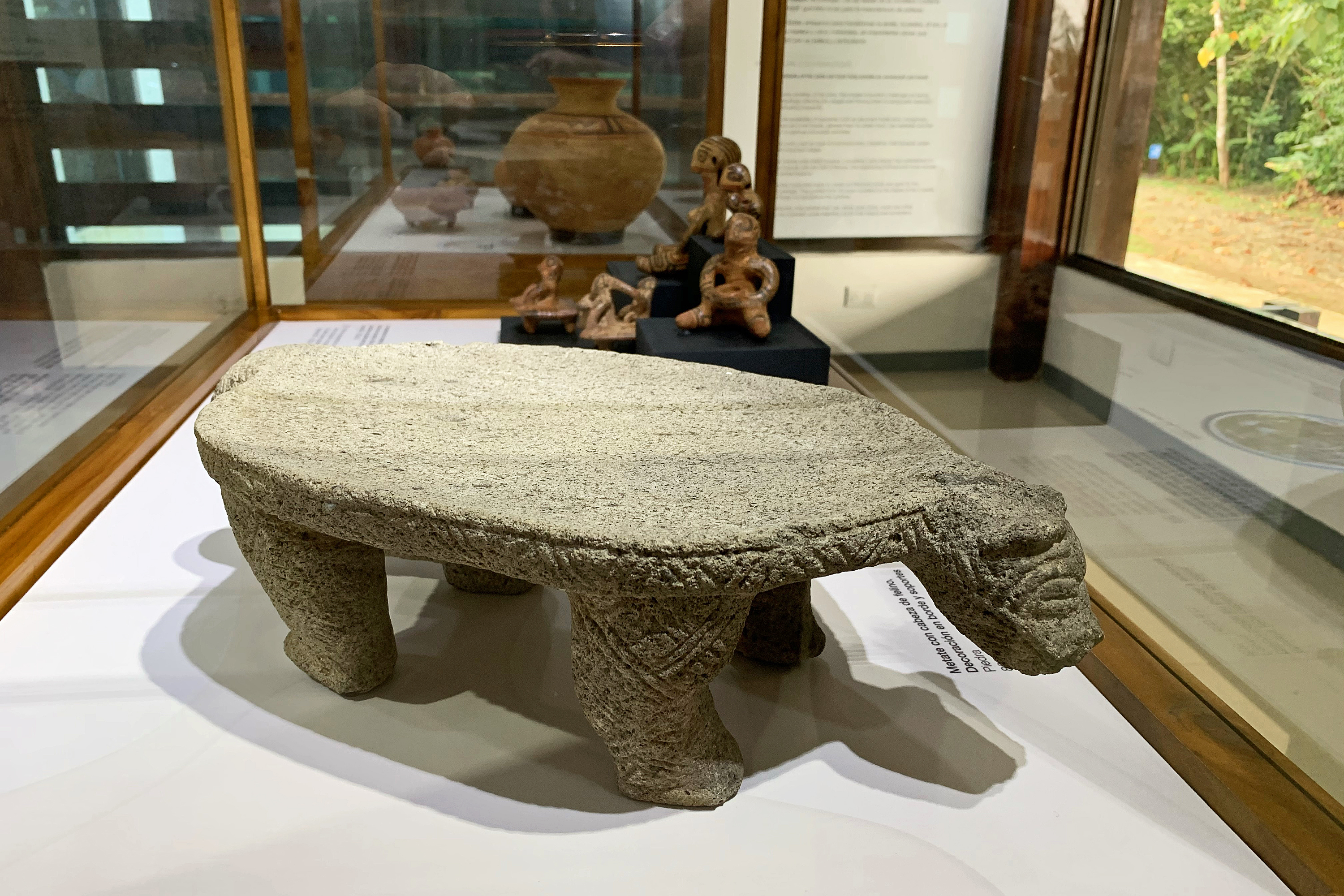
Metate de piedra con cabeza de jaguar de la cultura del Diquís exhibido en el Museo del Sitio Arqueológico Finca 6, Palmar Sur, Osa.

El arqueo-turismo es un concepto relativamente nuevo en Costa Rica. Hasta la fecha, el  Monumento Nacional Guayabo de Turrialba es principalmente el único sitio arqueológico abierto al turismo en el país.
Sin embargo, se está desarrollando un turismo en menor escala en Finca 6, lugar que está abierto a todos los turistas que deseen visitar el lugar, de martes a domingo en horario de 8 a. m. a las 4 p. m. 
Para poner a funcionar esta atracción el Instituto Costarricense de Turismo (ICT) y el Ministerio de Cultura y Juventud (MCJ), a través del Museo Nacional de Costa Rica (MNCR), realizaron una inversión de ₡200 millones de colones (poco más de $380 mil dólares de la época).
Dentro de los planes a futuro del MNCR es abrir el sitio al turismo en una escala mayor, para incluir a otros sitios cercanos en la región. En 2013 se inauguró un pequeño museo o centro de interpretación con piezas precolombinas de la cultura Diquís, y el sitio pasó a denominarse Sitio Museo Finca 6.